# Алиса Атанасова
Алиса Атанасова Атанасова е българска актриса, която е известна с ролята си на Петя Дубарова в „Петя на моята Петя“.

## Биография
Родена е на 26 юли 1989 г. в град София, Република България, дъщеря е на актьорите Десислава Стойчева и Атанас Атанасов, и внучка на актьорите Виолета Бахчеванова и Васил Стойчев. Брат ѝ Ясен Атанасов също е актьор.
През 2013 г. завършва НАТФИЗ „Кръстю Сарафов“ със специалност „Актьорско майсторство за драматичен театър“ в класа на проф. Пламен Марков.
През 2018 г. емигрира в Берлин, Германия.

### Актьорска кариера
Атанасова е играла на сцените на Сатиричен театър „Алеко Константинов“, Драматичен театър - Пловдив, Театрална работилница „Сфумато“, Малък градски театър „Зад канала“ и Народен театър „Иван Вазов“, а също така е част от импровизационния театър „ХаХаХа Импро театър“.
Тя има множество роли в български и чуждестранни продукции. Добива голяма популярност с ролята си на Петя Дубарова в драматичния филм „Петя на моята Петя“, чиято премиера е на 20 януари 2022 г. В него Алиса партнира на младата актриса Александра Костова, и е режисирана Александър Косев.
Озвучава малки роли в дублажните студия „Про Филмс“ и „Александра Аудио“, измежду които „Скуби-Ду и Духът на вещицата“ и „Скуби-Ду и Легендата за вампира“.

## Участия в театъра
Сатиричен театър „Алеко Константинов“
- 2013 – Гущерчето в „Криминале от каменната ера или двете стрели“ от Александър Володин – режисьор Пламен Марков[9][10][11][12]

Драматичен театър - Пловдив
- „Пет жени в еднакви роли“ от Алън Бол – режисьор Атанас Атанасов[13]

Театрална работилница „Сфумато“
1. „Хоровод на любовта“ от Артур Шницлер – режисьор Антон Угринов[14]
2. „Самолетът закъснява“ – спектакъл на Маргарита Младенова[15]

Малък градски театър „Зад канала“
1. 2015 – „Дванайсета нощ“ от Уилям Шекспир – режисьор Тея Сугарева[16]
2. 2015 – „39-те стъпала“ от Патрик Барлоу – режисьор Андрей Аврамов[17][18]

Народен театър „Иван Вазов“
1. 2015 – „Гео“ – режисьор Иван Добчев[19][20][21]

## Филмография
- „Сбогом, мамо“ (2010) – Мариана
- „Вангелия“ (2013)
- „Оцеляване“ (2015) – Симоне
- „Откраднат живот“ (2016) – Рали
- „Секс академия - мъже“ (2017) – Петя
- Leave to Remain (2017) – Мария Шевченко
- The Basil Smash (2020) – Наташа
- „Далеч от времето“ (2020)
- „Петя на моята Петя“ (2022) – Петя Дубарова

## Дублаж
- Торн (Дженифър Хейл) в „Скуби-Ду и Духът на вещицата“, 2012
- Торн (Дженифър Хейл) в „Скуби-Ду и Легендата за вампира“, 2012

## Други дейности
Участва в събитието „Петя на моята Петя“ в литературния проект „Пощенска кутия за приказки“.

## Личен живот
Омъжена е за немския актьор Максимилиан Дир, и през 2022 г. ражда син на име Александър.